# Wompoo-gyümölcsgalamb
A Wompoo-gyümölcsgalamb (Ptilinopus magnificus) a madarak osztályának galambalakúak (Columbiformes) rendjébe és a galambfélék (Columbidae) családjába tartozó faj.

## Rendszerezése
A fajt Coenraad Jacob Temminck holland arisztokrata és zoológus írta le 1821-ben, a Columba nembe Columba magnifica néven. Egyes szervezetek a Megaloprepia nembe helyezik Megaloprepia magnifica néven.

## Alfajai
- Ptilinopus magnificus puella (Lesson & Garnot, 1827) – Új-Guinea északnyugati része
- Ptilinopus magnificus interpositus (Hartert, 1930) – Új-Guinea nyugati része
- Ptilinopus magnificus septentrionalis (A. B. Meyer, 1893) – Új-Guinea északi része
- Ptilinopus magnificus poliurus (Salvadori, 1878) – Új-Guinea délkeleti része
- Ptilinopus magnificus assimilis (Gould, 1850) – York-félsziget (Észak-Ausztrália)
- Ptilinopus magnificus keri (Mathews, 1912) – Queensland északkeleti része
- Ptilinopus magnificus magnificus (Temminck, 1821) – Queensland déli részétől délre Új-Dél-Wales északi részéig [2]

## Előfordulása
Ausztrália keleti részén, Indonézia és Pápua Új-Guinea területén honos. Természetes élőhelyei szubtrópusi és trópusi síkvidéki és hegyi esőerdők. Állandó, nem vonuló faj.

## Megjelenése
Testhossza 45 centiméter, testtömege 250–470 gramm. A nemek hasonlóak, a fiatal galambok színe tompább és zöldebb, mint a felnőtteké. A nyak, a mellkas és a has felső részén lila tollazat van. A has alsó része sárga. Ragyogó tollazatuk ellenére nehezen láthatók az erdei lombkorona között, köszönhetően annak, hogy nagyon csendes életmódot fojtatnak. Hangjuk érdekes, nagyon gyakran szinte emberi hangra hasonlít. Kiáltása úgy hangzik: wollack-wa-hoo.

## Életmódja
Gyümölcsökkel táplálkozik. Nagy létszámban láthatók ott, ahol gazdag élelemforrást találnak. A madarak megtalálják a termő gyümölcsfákat esőerdőben, mint például a füge. Néha rovarokat is eszik, ha kevés a gyümölcs. A gyümölcsöket egészben eszik meg, képesek akár fejjel lefelé gyűjteni a gyümölcsöket és főleg a szőlőt. Nem szeretnek nagy távolságokat megtenni az élelemért, inkább a saját területükön maradnak és a szezonális gyümölcsöket fogyasztják. Annak ellenére, hogy a kis méretű a galamb, képesek lenyelni, akár a 2 cm átmérője gömb alakú gyümölcsöket is. 
A főbb táplálékai: 
Füge, különösen Ficus macrophylla,  beleértve a Ficus albipila, Ficus benjamina, Ficus drupacea, Ficus glaberrima, Ficus virens és a Ficus Wassa – ezeket elsősorban a száraz és nedves évszakokban fogyasztja (október-március)
Fahéjfák gyümölcse (Cinnamomum spp.), Litsea , Neolitsea és Cryptocarya – ahol elérhető
Pálmafélék gyümölcse, beleértve a királypálma vagy kubai királypálma (Roystonea regia), Arenga, Calamus és Caryota pálmafélék, ezeket a száraz évszak végén (augusztus-október) és januárban fogyasztják
Annónafélék gyümölcsei, mint például a Ylang-ylang (Cananga odorata) és a Polyalthia – ha rendelkezésre állnak

## Szaporodása
A költési idő az időjárási viszonyoktól függően változik. Erős fészket épít, a talajtól nem túl nagy magasságban villás gallyakból. Mindkét nem segíti a fészek építését. A tojó egy fehér tojást rak, a szülők megosztják a költés és gondozás terhét is. Abban az esetben ha az utód meghal, a galambok megpróbálkoznak egy második utód felnevelésével még abban a szezonban.

## Természetvédelmi helyzete
Az elterjedési területe nagy, egyedszáma viszont csökkenő, de még nem éri el a kritikus szintet. A Természetvédelmi Világszövetség Vörös listáján nem fenyegetett fajként szerepel.